# فاغن إينجيرسليف
فاغن إينجيرسليف (بالدنماركية: Vagn Ingerslev)‏ مواليد 23 مارس 1885 في الدنمارك - الوفاة 28 ديسمبر 1952 في كوبنهاغن، كان لاعب كرة مضرب دانمركي. سبق أن شارك في دورة الألعاب الأولمبية الصيفية.

## روابط خارجية
- فاغن إينجيرسليف على موقع الاتحاد الدولي لكرة المضرب (الإنجليزية)
- فاغن إينجيرسليف على موقع كأس ديفيز (الإنجليزية)
- فاغن إينجيرسليف على موقع خلاصة التنس.كوم (الإنجليزية)
- فاغن إينجيرسليف على موقع اللجنة الأولمبية الدولية (الإنجليزية)
- فاغن إينجيرسليف على موقع أوليمبيديا (الإنجليزية)